# Bill Siksay
William Livingstone Siksay (né le 11 mars 1955 à Oshawa, Ontario) est un homme politique canadien

## Biographie
Il était auparavant député à la Chambre des communes du Canada, représentant la circonscription britanno-colombienne de Burnaby—Douglas de 2004 à 2011 sous la bannière du Nouveau Parti démocratique.
Avant d'être élu, il était l'assistant de Svend Robinson pour plus de 18 ans. Lorsque ce dernier a démissionné de son siège de député de Burnaby—Douglas suivant la controverse entourant son vol d'un bijou, Siksay a remporté la nomination pour remplacer Robinson comme candidat du NPD dans l'élection imminente.
Il a été élu dans l'élection fédérale de 2004 le 28 juin. Avec cette élection, Siksay est devenu le premier député canadien à être élu à son premier mandat aux communes après avoir dévoilé son homosexualité. Tous les précédents députés qui ont publiquement avoué leur homosexualité — Robinson, Libby Davies, Réal Ménard et Scott Brison — l'ont seulement fait alors qu'ils siégeaient déjà aux communes, et Mario Silva l'a fait officiellement dans le Toronto Star peu après l'élection.